# موریس مورفی
موریس مورفی (انگلیسی: Maurice Murphy؛ زادهٔ ۱۹۳۹ میلادی) کارگردان فیلم، تهیه‌کننده، نویسنده، ویراستار، ترانه‌سرا و بازیگر اهل استرالیا است. وی از سال ۱۹۶۵ میلادی تاکنون مشغول فعالیت بوده‌است.
از فیلم‌ها یا مجموعه‌های تلویزیونی که وی در آن‌ها نقش داشته است، می‌توان به دکتربعدازاین اشاره نمود.